# 把心拉近
《把心拉近》是台灣歌手吳克群的EP，於2009年5月15日發行。

吳克群擔任法鼓山人文社會基金會“心六倫行動大使”，創作《把心拉近》，並且自導自演拍攝這首歌曲的MV。

## 曲目[2]
| 曲序     | 曲目       | 时长  |
| -------- | ---------- | ----- |
| 1.       | 把心拉近   | 4:18  |
| 2.       | 愛是力量   | 4:31  |
| 3.       | 住在心裡面 | 4:53  |
| 总时长： | 总时长：   | 13:42 |